# Palazzo Ceccano
Il Palazzo Ceccano (in francese Livrée de Ceccano o Palais Ceccano) è un edificio storico della città di Avignone, in Valchiusa.
È registrato fra i monumenti storici di Francia dal 23 settembre 1966.

## Storia
Il palazzo non è lontano dalla piazza Saint-Didier. Venne edificato fra il 1329 e il 1350. La costruzione della torre fu iniziata dal cardinale d’Arrablay e terminata dal cardinale Ceccano, che la fece ornare di una merlatura. 
Le sale dell'edificio principale sono decorate da numerosi affreschi, con falsi fregi e rappresentazioni naturalistiche che ricordano motivi ritrovati a Orvieto o Viterbo.
Costruito per essere una livrea cardinalizia, il palazzo era progettato per accogliere un cardinale ed il suo seguito. Ospitò un certo numero di cardinali residenti: Arnaud Nouvel, Pierre d'Arrablay, Annibale di Ceccano, Bertrando di Deux, Francesco degli Atti, Androin de la Roche, Bernard du Bosquet, Giacomo Orsini e Pierre de la Vergne.
Il palazzo segue la struttura tipica delle livree: due grandi edifici posti sui due lati di una corte interna, di cui uno più alto dell'altro. Il più grande dei due, comprende una cappella, le stanze padronali e ampie sale per i ricevimenti.
Nel XVI secolo, il palazzo diventa un collegio dei Gesuiti. Passato di mano in mano, viene restaurato nel 1960.

## Biblioteca comunale
La biblioteca Ceccano è la biblioteca comunale del centro di Avignone. La sede è stata spostata nel palazzo Ceccano nel 1982, dalla sede precedente che era sita nell'attuale museo Calvet.